# Прамнек Едуард Карлович
Едуард Карлович Прамнек (латис. Prāmnieks Eduards) (31 грудня 1899, маєток Карлкарн Яунраунської волості Венденського повіту Ліфляндської губернії, тепер Латвія — розстріляний 29 липня 1938, Москва) — радянський партійний діяч, 1-й секретар (травень 1937 — квітень 1938) Донецького обласного комітету КП(б)У. Член ЦК КП(б)У в червні 1937 — квітні 1938 року. Член Політичного бюро ЦК КП(б)У в червні 1937 — квітні 1938 року. Кандидат у члени ЦК ВКП(б) в лютому 1934 — жовтні 1937 року. Член ЦК ВКП(б) в жовтні 1937 — травні 1938 року. Депутат Верховної Ради СРСР 1-го скликання.

## Життєпис
Народився в родині наймита. У ранньому дитинстві втратив батька. У вересні 1908 — лютому 1913 року — пастух сільських товариств Роненбурзької і Веселовської волості Венденського повіту, учень школи. У 1912 році закінчив сільську школу Веселовської волості Венденського повіту.
У березні 1913 — листопаді 1918 року — каменяр-підривник на сільських будівництвах у Венденському повіті.
Член РСДРП(б) з травня 1917 року.
У грудні 1918 — березні 1919 року — учитель приходської школи Роненбурзької волості Венденського повіту.
На початку 1919 року вступив до лав Червоної Армії. У березні — червні 1919 року — червоногвардієць Венденського червоногвардійського загону. У червні — вересні 1919 року — рядовий червоноармієць 7-го Латиського стрілецького полку РСЧА Західного фронту. У вересні 1919 — квітні 1920 року — голова полкового партійного колективу, а у квітні — жовтні 1920 року — помічник комісара 7-го Латиського стрілецького полку РСЧА на Польському, Південному, Врангелівському фронтах. У 1920 році разом із полком проходив через Донбас і бував у Юзівці. У жовтні 1920 — січні 1921 року — комісар 9-го Латиського стрілецького полку РСЧА Південного фронту. У лютому — травні 1921 року — червоноармієць загону особливого призначення на ліквідації кронштадтського повстання.
У травні 1921 — грудні 1922 року — курсант латиської партійної школи і партійний організатор Комуністичного університету народів Заходу в Петрограді. У січні — серпні 1923 року — студент Комуністичного університету народів Заходу в Петрограді. У серпні 1923 — травні 1924 року — студент Комуністичного університету імені Свердлова у Петрограді.
У травні 1924 року був направлений на роботу до міста Нижній Новгород. У травні 1924 — травні 1925 року — секретар партійного комітету Нижегородського заводу металовиробів «Красная Етна». У травні 1925 — серпні 1927 року — відповідальний секретар Нижегородського міського районного комітету ВКП(б). У серпні 1927 — січні 1929 року — завідувач організаційного відділу Нижегородського губернського комітету ВКП(б).
У січні — липні 1929 року — секретар В'ятського губернського комітету ВКП(б). У липні — грудні 1929 року — секретар В'ятського окружного комітету ВКП(б).
У листопаді 1929 — лютому 1934 року — 2-й секретар Нижегородського (Горьковського) крайового комітету ВКП(б).
У лютому 1934 — червні 1937 року — 1-й секретар Горьковського крайового (обласного) комітету ВКП(б). У травні 1937 року ЦК ВКП(б) відрядив Прамнека на керівну партійну роботу до Донбасу.
У травні 1937 — квітні 1938 року — 1-й секретар Донецького обласного комітету ВКП(б).
6 жовтня 1937 року в місті Сталіно відкрився Вседонецький зліт стахановців і ударників вугілля, на який приїхали відомі люди Донбасу, гірники Кузбасу, Караганди, Підмосковного басейну. Прамнек був обраний до президії зльоту і виступив з промовою, в якій відзначив важливість подальшого розвитку стахановського руху і поліпшення роботи шахт Донбасу. Був обраний депутатом Верховної Ради Радянського Союзу першого скликання.
9 травня 1938 року заарештований органами НКВС. Засуджений Воєнною колегією Верховного суду СРСР 29 липня 1938 року до страти, розстріляний того ж дня.
14 березня 1956 року реабілітований, 22 березня 1956 року посмертно поновлений у партії.